# 祖承訓
祖 承訓（そ しょうくん　生没年不詳）は中国明代の武将。万暦朝鮮の役（文禄・慶長の役）に明の朝鮮援兵の将として最初に参戦した。
第一次朝鮮の役（文禄の役）当時は遼陽の副総兵であったが、明朝廷より朝鮮救援の命を受け、文禄元年（1592年）7月16日、少数の日本軍守備兵が残るのみであった平壌奪還を図って5,000の兵を率い奇襲攻撃をかけるも守備兵の善戦により撃退され、さらに急を聞いて駆けつけた小西行長、宗義智、大友義統、立花宗茂、黒田長政の追撃を受けて大損害を被って遼陽へ逃げ帰る。
その後、本格的な明軍の朝鮮派兵に伴い再び従軍し、第二次晋州城攻防戦の際には咸陽付近にあったが、その救援に動くことはなかった。
第二次朝鮮の役（慶長の役）では董一元率いる中路軍に属し泗川の戦いに参加し、敗れた。